# Тишевиця
Тише́виця (болг. Тишевица) — село у Врачанській області Болгарії. Входить до складу общини Враца.

## Населення
За даними перепису населення 2011 року у селі проживали 512 осіб.
Національний склад населення села:
| Національність   | Кількість осіб | Відсоток |
| ---------------- | -------------- | -------- |
| болгари          | 396            | 78,3%    |
| цигани           | 107            | 21,1%    |
| Всього відповіли | 506            |          |

Розподіл населення за віком у 2011 році:
Динаміка населення: